# Хореоатетоз
Хореоатетоз — заболевание, комбинация хореи (быстрые, порывистые движения) и атетоза (медленные судорожные движения). Эти два типа патологических движений (хорея и атетоз) сосуществуют, хотя один из компонентов может быть выражен в большей степени.
Заболевание может поражать людей любого возраста или пола. С наибольшей вероятностью это расстройство будут иметь люди с 15 до 35 лет. Хотя некоторые случаи хореоатетоза кратковременны, более тяжелые эпизоды могут сохраняться годами. Состояние может возникнуть внезапно или развиться со временем.
Симптомы хореоатетоза легко распознаются, они включают в себя:
- мышечное напряжение;
- непроизвольное подергивание;
- фиксированная позиция руки;
- неконтролируемые мышечные толчки;
- ненормальные движения тела или отдельных частей тела;
- последовательные судорожные движения.

Эпизоды хореоатетоза могут возникать случайным образом, но есть некоторые факторы, которые могут спровоцировать такой эпизод, например, употребление кофеина, алкоголя или стресс. До приступа вы можете почувствовать, как ваши мышцы начинают напрягаться, или другие физические симптомы. Атаки могут длиться от 10 секунд до часа.

## Этиология
Причиной заболевания могут быть различные патологические процессы, в которые вовлекается полосатое тело головного мозга. Можно выделить следующие группы расстройств сопровождающиеся хореоатетозом.
1. Наследственные заболевания (гепатоцеребральная дистрофия, пароксизмальный семейный хореоатетоз, хорея Гентингтона, атаксия с окуломоторной апраксией 1 типа, 3-метилглютаконилацидурия)
2. Нейродегенеративные заболевания (рассеянный склероз)
3. Лобно-долевая эпилепсия.
4. Инфекционные заболевания с поражением полосатого тела болезнь Крейтцфельдта-Якоба.
5. Детский церебральный паралич
6. Токсическое поражение мозга (нейролептические препараты).
7. Опухоли головного мозга с локализацией процесса в области полосатого тела

## Лечение
Варианты лечения направлены на устранение симптомов этого состояния. Лечение также зависит от первопричины — того состояния, которое вызвало заболевание. Обычно в лечении применяют:
- бензодиазепиновые препараты,
- резерпин,
- низкие дозы нейролептиков
- противосудорожные прпараты (дифенин, ламотриджин)